# R. C. 스프롤
R. C. 스프롤(Robert Charles Sproul, 1939년 2월 13일- 2017년 12월 14일)은 미국의 칼빈주의 신학자, 저술가, 그리고 목회자이다. 그는 피츠버그 외각에 있는 ‘리고니어 미니스트리즈(Ligonier Ministries)'의 창설자이다. 미국의 라디오 방송 설교가이다. 1975년 이후부터 미국 장로교회(PCA) 소속 목사이다.

## 생애
그는 미국 웨스트민스터 대학교(Westminster College, Pennsylvania, BA, 1961), 피츠버그 신학교(Pittsburgh Theological Seminary, 현재는 Pittsburgh-Xenia Theological Seminary, M.Div, 1964), 네덜란드 암스테르담 자유대학교(Free University of Amsterdam, Doctorandus|Drs., 1969), 마지막으로 휫필드 신학교(Whitefield Theological Seminary, Fliorida, PhD, 2001)에서 수학했다.
코넬리우스 밴틸을 시작으로 개혁신학자들이 일반적으로 전제주의(presuppositionalism) 방법을 많이 사용하지만 그는 증거주의(evidentialism)를 선호한다. 즉 토마스 아퀴나스의 고전적 변증 방법(Thomistic (classical) approaches)을 사용한다. 그는 미국의 리폼드 신학교(Reformed Theological Seminary)와 낙스 신학교(Knox Theological Seminary)에서 강의를 했다.

### 사망
R.C는 만성 폐쇄성 폐질환을 오랫동안 가지고 있었다. 2017년 12월 2일 호흡문제가 감기로 악화되어 병원에 입원하였고, 같은 달 14일 향년 78세의 나이로 사망하였다.

## 같이 보기
- 전제주의 변증
- 그렉 반센
- 코넬리우스 밴틸
- 리고니어 미니스트리즈

## 저서
그는 60권 이상의 책을 출판하였는데 대표적인 저서들은 다음과 같다.
- 『하나님의 거룩하심』(Holiness of God, 지평서원)
- 『알기 쉬운 예정론』(Chosen by God, 생명의말씀사)
- 『성경을 아는 지식』(Knowing Scripture, 좋은씨앗)
- Truths We Confess, The Truth of the Cross
- 『왕을 태운 당나귀』(The Donkey Who Carried a King)
- 『왕자의 독이 든 잔』(The Prince’ Poison Cup)
- 『더러운 옷』(The Priest With Dirty Clothes)
- 『빛의 요정들』(The Lightlings)